# Apamea smythi
Apamea smythi là một loài bướm đêm trong họ Noctuidae.